# Sigmund Zeisler
Sigmund Zeisler (ur. 11 kwietnia 1860 w Bielsku, zm. w 1931 w Chicago) – amerykański adwokat pochodzenia żydowskiego.

## Życiorys
Urodził się w Bielsku (dzisiejsze Bielsko-Biała) na Śląsku Austriackim. Rozpoczął studia prawnicze na Uniwersytecie Wiedeńskim, w trakcie których w 1883 r. wyemigrował do Chicago w Stanach Zjednoczonych. Rok później uzyskał dyplom Wydziału Prawa Uniwersytetu Północno-Zachodniego.
Zeisler w swojej działalności zawodowej zasłynął przede wszystkim obroną anarchistów biorących udział w wydarzeniach na Haymarket Square w Chicago w dniu 4 maja 1886 r., kiedy w wyniku ataku bombowego na kordon policji robotnicza demonstracja przerodziła się w krwawe zamieszki. Sam w dużej mierze podzielał poglądy swoich klientów; należał do Amerykańskiej Ligi Antyimperialistycznej, Ligi Wyborców i Towarzystwa na rzecz Reform Służby Publicznej.
W 1885 r. ożenił się z pianistką Fannie Bloomfield (również urodzoną w Bielsku austriacką Żydówkę), z którą miał trzech synów: Leonarda, Paula i Ernesta. Po jej śmierci poślubił w 1930 r. Amelię Spellman. Zmarł rok później w Chicago.